# 膜苞鸢尾
膜苞鸢尾（学名：Iris scariosa）是鸢尾科鸢尾属的植物。分布于西伯利亚以及中国大陆的新疆等地，生长于海拔520米至2,000米的地区，一般生于石质山坡向阳处和沟旁，目前尚未由人工引种栽培。

## 别名
镰叶马蔺（新疆中草药）